# Hakan Yakın
Hakan Yakın (Basilea, Suiza, 22 de febrero de 1977) es un exfutbolista suizo de ascendencia turca. Jugaba de mediocampista en el AC Bellinzona y fue internacional con la selección de fútbol de Suiza. Muchos expertos consideran que Hakan Yakin es el mejor creador de juego suizo de todos los tiempos.
Su hermano Murat Yakin es el actual técnico de la selección suiza.

## Trayectoria
Despuntó en el FC Basilea siendo la sorpresa mayúscula de la Liga de Campeones en los años 2001 y 2002. Es para muchos, la mejor pierna izquierda del fútbol suizo, un jugador con llegada, técnica y visión de juego. Su forma de lanzar libres directos era una amenaza para el equipo rival. 
En el Mundial de Alemania fue toda una revelación junto a su selección, que fue eliminada sin recibir un solo gol. Jugó en el BSC Young Boys de Berna, llevando a este equipo a jugar las eliminatorias a la Copa UEFA y a una final de la Copa Suiza. 
Actualmente es entrenador del Istanbul fc de la liga turca.
En el verano austral de 2005 se especuló con una posible transferencia suya a Boca Juniors.

### Temporada 2006-07
En la temporada 2006-07, jugando en el Young Boys fue una de las sensaciones del momento anotando 10 goles en la Superliga de Suiza 2006-07.

### Temporada 2007-08
Fur una de las mejores del jugador suizo, siendo el máximo goleador con 24 tanto y además fue elegido como mejor jugador de la Superliga de Suiza 2007-08
ayudando al Young Boys a consegur 47 puntos para ocupar la quinta posición en el campeonato pero no pudieron clasificarse a ninguna competición europea.

### Temporada 2010-11
En la temporada 2010-11, el Luzern anunciaba el fichaje del jugador suizo. Después de dos temporadas con el Al Gharafa de la liga de Catar, regresaba a Suiza, su país natal.
En esta temporada, el futbolista consiguió anotar 12 goles para su nuevo equipo, ayudándoles a conseguir la sexta plaza quedando a solo un punto del quinto lugar.

## Selección nacional
Ha sido internacional con la selección de Suiza. En la Eurocopa 2008 anotó todos los goles que su selección marcó, tres tantos en tres partidos, demostrando su buen momento de forma y su habilidad lanzando penales. Fue una de las sorpresas de la Eurocopa, ya que tras la lesión del capitán, Alexander Frei, Yakin se echó el equipo a la espalda. Es un ídolo en su país y uno de los mejores jugadores suizos de los últimos 15 años. Tras un breve periplo en Catar, Yakin volvió a Suiza en 2010, para intentar convencer al seleccionador de que podía estar en el Mundial de Sudáfrica. Hasta el 8 de octubre de 2010, jugó 97 partidos internacionales y anotó 20 goles.

### Participaciones en Copas del Mundo
| Mundial              | Sede      | Resultado        | Partidos | Goles |
| -------------------- | --------- | ---------------- | -------- | ----- |
| Copa Mundial de 2006 | Alemania  | Octavos de final | 3        | 0     |
| Copa Mundial de 2010 | Sudáfrica | Primera fase     | 2        | 0     |

### Participaciones en Eurocopas
| Eurocopa      | Sede            | Resultado    | Partidos | Goles |
| ------------- | --------------- | ------------ | -------- | ----- |
| Eurocopa 2004 | Portugal        | Primera fase | 3        | 0     |
| Eurocopa 2008 | Austria y Suiza | Primera fase | 3        | 3     |

## Clubes
| Club                | País     | Año       |
| ------------------- | -------- | --------- |
| Basilea             | Suiza    | 1995-1997 |
| Grasshopper         | Suiza    | 1997      |
| Sankt-Gallen        | Suiza    | 1998      |
| Grasshopper         | Suiza    | 1999-2000 |
| Basilea             | Suiza    | 2001-2002 |
| Paris Saint-Germain | Francia  | 2002      |
| Basilea             | Suiza    | 2003      |
| VfB Stuttgart       | Alemania | 2003-2004 |
| Galatasaray         | Turquía  | 2004-2005 |
| Young Boys          | Suiza    | 2005-2008 |
| Al Gharafa          | Catar    | 2008-2009 |
| Lucerna             | Suiza    | 2009-2012 |
| AC Bellinzona       | Suiza    | 2012-     |

## Títulos individuales
- Máximo goleador de la Superliga de Suiza 2007-08 con 24 goles
- Mejor jugador de la Superliga de Suiza 2007-08